# روب كيارني
روب كيارني (بالإنجليزية: Rob Kearney)‏ هو لاعب كرة القدم الغالية أيرلندي، ولد في 26 مارس 1986 في دبلن في جمهورية أيرلندا.

## وصلات خارجية
- روب كيارني عل موقع إسبنسكروم (الإنجليزية)
- روب كيارني على موقع ItsRugby.co.uk (الإنجليزية)